# متحكم

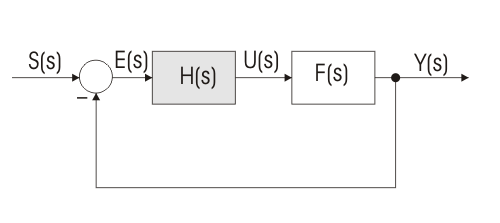

في نظرية نظم التحكم، ثمة جهاز يراقب ويؤثر في حالات العملية المعطاة في النظام الديناميكي. يسمى عنصر التحكم ذاك المتحكم (ج متحكمات) أو الحاكم (ج حواكم).
حالات العملية يشار إليها بالمخرجات المتغيرة. مثلا - نظام التكييف قد يستعمل منظم حراري يتحسس درجة حرارة الهواء ثم يفتح أو يغلق المكيف حسب الحاجة.
- وحدة المنظم الحراري يلعب دور المتحكم حيث تأخذ معطيات من حساس يرصد درجة الحرارة وينقل إشارة تطرح من إشارة مرجع قبل ثم توصل إلى وحدة التحكم، وتقوم تلك الوحدة ببعث إشارة لفتح المكيف بدرجة مناسبة.
- وضع المؤشر على وحدة المنظم الحراري يحدد نقطة المرجع لذا فهو النقطة المحددة (المرجع).
- درجة حرارة الهواء تسمى المتغير المتحكم فيه.
- الغرفة المحيطة تسمى البيئة التي تعمل بداخلها المنظومة ككل.